# زریچ (ولسوالی خواهان)
زریچ (به لاتین: Zarich) یک منطقهٔ مسکونی در افغانستان است که در ولسوالی خواهان واقع شده‌است.